# 塞勒姆鎮區 (伊利諾伊州諾克斯縣)
塞勒姆鎮區（英語：Salem Township）是位於美國伊利諾伊州諾克斯縣的一個行政鎮區。

## 地方資料
根據2010年美國人口普查的數據，塞勒姆鎮區的面積為94.20平方千米，當中陸地面積為92.60平方千米，而水域面積為1.60平方千米。當地共有人口967人，而人口密度為每平方千米10.27人。